# Trude Flø Johnsen
Trude Flø Johnsen (1982) è un'ex sciatrice alpina norvegese.

## Biografia
La Johnsen, slalomista pura attiva dal novembre del 1998, in Coppa Europa esordì il 29 novembre 2001 a Levi, senza completare la prova, ottenne il miglior piazzamento il 25 gennaio 2002 a Rogla (41ª) e prese per l'ultima volta il via il 2 febbraio successivo a Lenggries, senza completare la prova. Si ritirò al termine della stagione 2002-2003 e la sua ultima gara fu uno slalom speciale FIS disputato il 12 aprile a Mammoth Mountain, non completato dalla Johnsen; non debuttò in Coppa del Mondo né prese parte a rassegne olimpiche o iridate.

## Palmarès

### Campionati norvegesi
- 2 medaglie:
  - 1 oro (combinata[1] nel 2002)
  - 1 bronzo (slalom speciale nel 2002)